# Olga Madsen
 (janvier 2019).
Olga Madsen, née le 10 janvier 1947 à Amsterdam et morte le 14 décembre 2011 dans la même ville,, est une réalisatrice, productrice et scénariste néerlandaise.

## Filmographie
- 1974 : Straf
- 1976 : Verlies (nl)
- 1977 : Blindgangers (nl)
- 1980 : Een tip van de sluier (nl)
- 1981 : Gekkenbriefje (nl)
- 1983 : De Anna (nl)
- 1985 : Adam in Ballingschap
- 1988 : Dorst
- 1994 : Goede tijden, slechte tijden (10 épisodes)
- 1996 : Goudkust (nl)
- 2001 : Wilhelmina (nl)
- 2008 : Bride Flight